# Josep Collell
Josep Collell (Vich, 18 de julio de 1920 – Montevideo, 21 de julio de 2011) fue un pintor y ceramista español que vivió desde 1950 en Montevideo, ciudad donde desarrolló su principal trayectoria artística. Fue miembro del Taller Torres-García, hasta que en 1955 creó junto a su esposa Carmen Cano su propio taller de cerámica, especializado en la técnica del engobe bruñido.
Se inició en el dibujo y la pintura en la Escuela Municipal de Dibujo de Vic. En 1946 fue miembro fundador de “Els Vuit” (Los Ocho), agrupación de pintores vicenses anterior a la guerra civil española. En 1950 se trasladó a Montevideo e ingresó en el Taller Torres-García, como alumno del pintor Julio Alpuy, y tres años después se reúne con el su esposa con la que en 1955 abre en la capital uruguaya el Taller Collell de cerámica. Asimismo colabora en la formación del Taller de Artes Plásticas de Maldonado (1958), imparte clases en el Taller de Artes Plásticas de Rocha (1962-1970) y en el Museo Departamental de San José (1966). En 1961 el matrimonio viajó a España para aprender la técnica del esmalte sobre cobre. Viaje que repite en 1970 incluyendo una visita a Italia para conocer la pintura mural italiana. Siete años después expone cerámica en la Gordon Gallery de Buenos Aires. En 1981, colabora con Mario Payssé Reyes, con la realización tres paneles cerámicos para la embajada del Uruguay en Buenos Aires. Se jubiló en 1985 para dedicarse a la pintura, dejando el taller a cargo de Carmen Cano. En 2001 recibió el Premio Morosoli de cerámica y presentó una exposición de pintura en la Sala Pedro Figari del Ministerio de Relaciones Exteriores en Montevideo. En 2008, organizado por el Colectivo Cerámica Uruguay recibe, junto a Marco López Lomba, Tomás Cacheiro, Eva Díaz, y José Gurvich, un homenaje a su trayectoria cerámica. Falleció el 21 de julio de 2011 y el 11 de diciembre del mismo año moriría Carmen.

## El Taller Collell y el engobe bruñido
Cuando ingresa en el Taller Torres-García, Josep descubre el universalismo constructivo. Así había denominado Joaquín Torres-García el lenguaje artístico que deseaba crear para América Latina y que aunaba la visión primitiva del arte precolombino con la abstracción geométrica de las vanguardias europeas. Una estética que buscaba proyectarse también al arte aplicado, desde la cerámica a la arquitectura, y propiciaba la experimentación con distintas técnicas y materiales. En este contexto, Josep Collell entra en contacto con la cerámica. Ya desde mediados de la década de 1940 se decoraban en el TTG vasijas comerciales con la técnica del óleo, pero no fue hasta 1951, cuando Jorge Piria regaló un horno al TTG, que se pudieron hornear piezas vidriadas. Julio Alpuy, Manuel Pailós, José Gurvich y Julio Otero, entre otros alumnos del Taller, aplicaron el lenguaje de la pintura constructiva a la cerámica. Collell inició sus primeros experimentos cerámicos junto con Antonio Pezzino, Carlos María Martínez, Rodolfo Visca y Gonzalo Fonseca. Guiados por el deseo de hacer sus propias formas cerámicas, se inspiran técnica y formalmente en la cerámica precolombina, investigan la preparación del barro y su cocción, y realizan  los primeros engobes bruñidos. Josep persistió en estos ensayos preliminares hasta encontrar una técnica propia que le permitía pintar, engrasar y bruñir las piezas antes de hornearlas, de forma que el barro se convertía en un soporte pictórico más.
El Museo Casa Collell, exhibe la obra de Josep Collell y otros artistas de la Escuela el Sur, y funciona como aula y taller de la ceramista Josefina Pezzino. Así mismo, el legado del Taller Collell sigue vivo en la cerámica de Lidya Buzio y Carme Collell quienes lo han difundido por Estados Unidos y Europa.